# 목씨 (백제)
목씨(木氏)는 백제의 성씨이자 백제의 유력 가문인 대성팔족 중 하나이다. 본래는 목협(木劦)씨이거나 같은 성씨일 가능성도 존재한다.
이들은 주로 백제 내에서 고위직을 얻었으며 정치, 군사적으로 큰 영향력을 행사했다.
백제 말기인 의자왕 때는 왕족 중심의로 국정을 운영하자 이들은 중앙귀족으로서의 지위를 상실하고 결국 지방세력으로 전락하게 되었다.

## 상세
목씨 세력은 근초고왕의 가야 원정 때 처음 등장하여 세력기반을 다지게 되었으며, 구이신왕대에는 왕모(王母)와 연결되면서 목만치가 국정을 장악하면서 두각을 나타내게 되었다. 그리고 개로왕의 왕권강화에도 크게 기여하였다. 이는 웅진 천도 시 목리만치가 문주왕을 보좌하고 있는 것을 볼 때 이해될 수 있다.
일본서기에 등장하는 목리미순(木刕眯淳)은 군신회의에 참여하기에 앞서 안라회의에도 참가하였으며, 목리금돈(木刕今敦)은 가야 문제로 왜에 파견되기도 하였다. 즉, 목씨 세력은 가야 및 왜와 관련하여 실질적인 업무를 도맡던 것으로 보인다.
목지국(目支國)의 '목(目)'과 '목(木)'의 음이 상통하며, '기(支)'는 '성(城)'이나 '읍(邑)'을 뜻하므로 '벌․평야․성'을 의미하는 '라(羅)'와 상통하므로 '목지(目支)'와 '목라(木羅)'를 동의어로 해석하고, 고대사회에서 국명이 때로는 왕실의 성으로도 사용된 예를 들어 목씨를 목지국의 왕성(王姓)으로 보는 견해가 있다.
목씨 세력의 재지기반을 영산강 일대로 비정하고 나주 회진에 집성촌을 이루고 있는 나주 임씨를 백제가 멸망한 후 목(木)과 글자가 비슷한 임(林)씨로 개성한 목(木)씨들의 후손으로 추정하는 견해가 있다.
목협만치가 일본으로 건너가서 5세기에서 6세기에 걸쳐 최고위 귀족으로 위세를 떨친 소가 씨(蘇我氏)의 시조가 되었다는 견해가 있다.

## 같이 보기
- 대성팔족
- 백제의 종족구성
- 목지국
- 진씨 (백제)
- 해씨 (백제)
- 백제